# 281e régiment d'infanterie
Le 281e régiment d'infanterie (281e RI) est un régiment d'infanterie de l'Armée de terre française constitué en 1914 avec les bataillons de réserve du 81e régiment d'infanterie.
À la mobilisation, chaque régiment d'active créé un régiment de réserve dont le numéro est le sien plus 200.

## Création et différentes dénominations
- août 1914 : 281e régiment d'infanterie
- juin 1918 : dissolution

## Chefs de corps
- Lieutenant-colonel Laignelot

## Historique des garnisons, combats et batailles du 280eRI

### Première Guerre mondiale

#### Affectations
- 58e Division d'Infanterie d'octobre 1914 à juin 1918

### Seconde Guerre mondiale
En juin 1940, le 281e occupe  Marie-Thérèse, l'un des forts de l'Essaillon, en Savoie.
Il sert, avec le 215e RI et le 343 RI, au sein de la 66e Division d'infanterie (Division levée en Languedoc) sur le front des Alpes (Source : La bataille des Alpes 1939/1940, revue Gazette des Uniformes HS no 10).

## Drapeau
Il porte, cousues en lettres d'or dans ses plis, les inscriptions suivantes :
- Artois 1914
- Le Matz 1918

## Sources et bibliographie
- Le 281e régiment d'infanterie en campagne, Montpellier, Firmin et Montane, 1920, 43 p., lire en ligne sur Gallica.